# Sinagoga v Subotici
Sinagoga na trgu Jakab in Komor v Subotici je madžarska secesijska sinagoga v Subotici v Srbiji. Po velikosti je druga največja v Evropi. Zgrajena je bila v letih 1901-1902 med upravo Kraljevine Madžarske (del Avstro-Ogrske ) po načrtih Marcella Komorja in Dezsőja Jakaba, namesto manjše in manj dodelane predhodnice. Je eden najlepših ohranjenih primerov verske arhitekture v slogu art nouveau.
Leta 1974 je bila sinagoga razglašena za kulturni spomenik; leta 1990 je bila razglašena za spomenik kulture izjemnega pomena in je pod zaščito Republike Srbije.
Kar se vzdrževanja tile, sinagogo že dolgo pestijo problemi, čeprav je desetletno partnerstvo vlade in Svetovnega spomeniškega sklada, ki se je končalo leta 2010, uspelo doseči, da je stavba po letih vdirajoče vode nepropustna. Kot naslednja faza del je na vrsti obnova njene fasade.

## Pregled
Sinagoga v Subotici je edina preživela stavba za judovsko bogoslužje na svetu iz časov  madžarske secesije. Zgradila jo je 1901 in 1903 cvetoča judovska skupnost kakih 3000 duš. Stavba poudarja dvojno madžarsko-judovsko identiteto njenih graditeljev, ki so živeli v pretežno katoliškem mestu skupaj z drugimi narodi. Subotica je bila tedaj po velikosti tretja v madžarskem kraljestvu in deseta v celotni habsburški monarhiji.
Skupnost je najela še neuveljavljeno dvojico arhitektov madžarske art nouveau iz Budimpešte, Dezső Jakaba in Marcella Komorja, ki sta kasneje pustila močen odtis v arhitekturi Subotice in Palića, letoviškega mesta v bližini mesta. Arhitekta sta bila goreča privrženca Ödöna Lechnerja, očeta madžarske arhitekture v slogu art nouveau, in kasneje zagovornika tega gibanja, ki je združilo madžarske folklorne elemente z nekaterimi judovskimi strukturnimi načeli in včasih celo judovskimi motivi.
Poleg  izrazite dvojne identitete v arhitektonskem smislu sta Jakab in Komor s sinagogo ustvarila novo zasnovo prostora za arhitekturo sinagog na Madžarskem in pri tem razvila sodobno jekleno konstrukcijo ter napredno tehniko obokov. Za razliko od občasnih sinagog na Madžarskem, ki so imele pretežno baziliki podoben razpored z ladjo in dvema prehodoma, s kupolo ali brez nje, doseže ta sinagoga  enoten, šotoru podoben osrednji prostor pod soncem, ki je naslikan v zlatu na vrh kupole. Žensko galerijo in kupolo podpirajo štirje pari jeklenih stebrov, prekritih z mavcem z reliefom palmovih listov. Velika kupola je samonosna, 3-5 centimetrov tanka lupina, oblikovana v duhu madžarske folklore. Številne druge sinagoge so uporabljale lahke strukture, pri tem pa ponavadi posnemale tradicionalne oboke in oboke. Novost te sinagoge je iskren prikaz moderne strukture in sodobnosti nasploh, za katero so Judje bili pomembni zagovorniki in ustvarjalci.
Sinagogo so v celoti obnovili v večmilijonskem projektu, ki sta ga v glavnem financirali madžarska in srbska vlada, ponovno so jo odprli marca 2018
- Sinagoga ob začetku 20. stoletja
- Sinagoga ob začetku 20. stoletja
- Sinagoga po obnovi
- Zunanjost sinagoge (januarja 2003)
- Zunanjost sinagoge (aprila 2003)
- Glavni vhod
- Notranjost med obnovo